# سیارک ۲۲۹۳۳
سیارک ۲۲۹۳۳ (به انگلیسی: 22933 Mareverett، نامگذاری:1999TZ141) بیست و دو هزار و نهصد و سی و سومین سیارک کشف شده‌است که در ۷ اکتبر ۱۹۹۹ کشف شد.
قدر مطلق سیارک برابر ۱۰.۷ است.